# Siegel Äthiopiens
Das Siegel Äthiopiens ist in dieser Form seit 1996 in Gebrauch.

## Beschreibung
Das Siegel stellt ein goldenes Pentagramm mit fünf goldenen Strahlen auf einer blauen Scheibe dar. Das Pentagramm steht für die Einheit der Völker und Nationalitäten Äthiopiens.

## Geschichte
Das Pentagramm geht der Tradition zufolge auf das Siegel des Königs Salomo zurück, der für die Äthiopisch-Orthodoxe Tewahedo-Kirche eine besondere Rolle spielt, da ihnen die alten äthiopischen Kaiser als Nachfahren von Salomo und der Königin von Saba gelten. Der letzte Kaiser Haile Selassie bezeichnete sich selbst als 225. Nachfolger des Königs Salomon.
Das ältere Wappen Äthiopiens zeigte den Löwen von Juda, ebenfalls ein Rückgriff auf christliche Traditionen. Die Herkunft des Löwen geht vermutlich auf den sagenhaften Priesterkönig Johannes zurück. Er erschien im Wappen des Kaiserreichs und in den drei Siegeln der Republik.

Siegel des Kaiserreichs Abessinien bis 1974
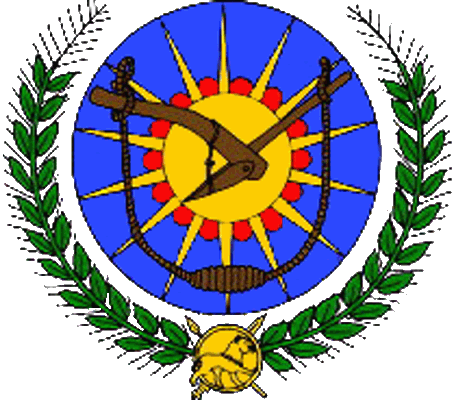
Siegel des Derg-Regimes, 1974 bis 1987
Siegel der Demokratischen Volksrepublik Äthiopien, 1987 bis 1991